# بدر الدين أجمل
بدر الدين أجمل (من مواليد 12 فبراير 1950) هو عضو في مجلس النواب الهند من دوبري لوك سابها، من مواليد ولاية آسام الهندية.
وهو مؤسس الجبهة الديمقراطية المتحدة في آسام (AUDF)، التي أصبحت الآن الجبهة الديمقراطية المتحدة في الهند (AIUDF) وعزز موقعها في السياسة الهندية وخاصًة في ولاية آسام. وهو أيضًا رئيس جمعية علماء الهند في ولاية أسام. حاصل على درجة الماجستير في العقائد واللغة العربية من جامعة دار العلوم ديوبند. وهو أيضًا رجل أعمال ورجل صناعة وصاحب خدمات اجتماعية.